# National League 1889
National League 1889 var den 14. sæson i baseballligaen National League, og ligaen havde deltagelse af otte hold, der hver skulle spille 140 kampe i perioden 24. april – 5. oktober 1889. I forhold til sæsonen før var holdet Detroit Wolverines blevet lukket, og som erstatning optog ligaen Cleveland Forest Citys fra American Association, som i National League tog navnet Cleveland Spiders. 
Mesterskabet blev vundet af New York Giants, som vandt 83 og tabte 43 kampe, og som dermed vandt National League for anden gang – første gang var i 1888.

## Resultater
| Plac. | Hold                    | Kampe | Vundne | Uafgj. | Tabte | Proc.  |
| ----- | ----------------------- | ----- | ------ | ------ | ----- | ------ |
| 1.    | New York Giants         | 131   | 83     | 5      | 43    | 65,9 % |
| 2.    | Boston Beaneaters       | 133   | 83     | 5      | 45    | 64,8 % |
| 3.    | Chicago White Stockings | 136   | 67     | 4      | 65    | 50,8 % |
| 4.    | Philadelphia Phillies   | 130   | 63     | 3      | 64    | 49,6 % |
| 5.    | Pittsburgh Alleghenys   | 134   | 61     | 2      | 71    | 46,2 % |
| 6.    | Cleveland Spiders       | 136   | 61     | 3      | 72    | 45,9 % |
| 7.    | Indianapolis Hoosiers   | 135   | 59     | 1      | 75    | 44,0 % |
| 8.    | Washington Nationals    | 127   | 41     | 3      | 83    | 33,1 % |